# Анабаптисти
Анабапти́сти (від грец. αναβαοτιζω — «знову занурюю», тобто «перехрещую»; «перехрещенці»; «повторно хрещений») — учасники народного, «плебейського», соціально-радикального крила протестантського руху епохи Реформації (XVI століття), який виник в основному в Німеччині, Швейцарії, і Нідерландах. За пацифістський напрямок релігійної політики виступали у своїй меншості. Творцями анабаптизму були швейцарські гуманісти Конрад Гребель і Фелікс Манц, які не визнавали хрещення немовлят та практикували повторне хрещення дорослих, і твердили, що лише дорослі здатні свідомо й вільно вибирати віросповідання. Самі вони, хрещені немовлятами як католики, свідомо перехрещувалися, щоб засвідчити власне духовне оновлення, його особистісний характер.

## Історія

### Передумови виникнення
У кінці XV — на початку XVI століття поступово посилювалося критичне ставлення до Римо-католицької церкви і духівництва. Церква була просякнута корупцією та аморальністю, тому чимало людей вважало, що необхідно досягнути корінних змін у її основі. У 1517 році Мартін Лютер закликав громадськість до реформ. До суперечки приєдналися й інші. Так було покладено початок протестантській Реформації.
Однак реформатори не мали послідовної стратегії щодо того, якими саме і наскільки радикальними мають бути зміни. Багато хто визнавав, що в питаннях поклоніння потрібно неухильно дотримуватися Біблії. Але реформатори навіть не могли дійти згоди у тлумаченні біблійних вчень. Деякі особи вважали, що Реформація просувається надто повільно. Саме серед них і зародився рух анабаптистів.
«Власне кажучи, існував не один баптистський рух, їх було кілька»,— пише Ганс-Юрген Герц у своїй книжці «Хрестителі. Історія і значення» («Die Täufer—Geschichte und Deutung»). Наприклад, 1521 року четверо чоловіків, що називали себе пророками з Цвікау, привернули до себе загальну увагу, проповідуючи анабаптистські вчення у Віттенберзі. А в 1525 році група анабаптистів сформувалась у швейцарському місті Цюриху. Громади анабаптистів виникли також у Моравії (тепер Чехія) і в Нідерландах.

### Мюнстерська історія
У середні віки в Мюнстері проживало близько 10 000 мешканців. Місто було оточене майже неприступною системою захисних споруд, приблизно 90 метрів завширшки та довжиною 5 кілометрів. Проте спокій у місті був зовсім не таким непорушним, як укріплення довкола нього. У книжці «Царство анабаптистів», виданій музеєм міста Мюнстера, згадуються «внутрішні політичні суперечки між членами міської ради і гільдіями». У додаток до цього жителі були обурені поведінкою духівництва. Мюнстер підтримав Реформацію і в 1533 році з католицького міста перетворився на лютеранське.
Серед найпомітніших реформістських проповідників у Мюнстері був Бернард Ротманн, особа доволі імпульсивна, який «зайняв явно анабаптистську позицію; він і його товариші відмовилися хрестити немовлят». У Мюнстері він заручився підтримкою народу, хоча декому його нетрадиційні погляди здавались надто радикальними. «Чимраз більше людей, котрим подобався старий порядок, із тривожними передчуттями покидали місто. До Мюнстера звідусюди стікались анабаптисти, які сподівалися, що там здійсняться їхні мрії». Унаслідок такого великого скупчення анабаптистів у Мюнстері відбулися жахливі події.
Значну роль у цих подіях, відіграли двоє нідерландських іммігрантів: пекар з міста Гарлема, Ян Матіс, та Іоанн Лейденський, справжнє ім'я Ян Бейкелсзон. Матіс заявив, що він пророк, і проголосив квітень 1534 року часом другого приходу Христа. Мюнстер було оголошено Новим Єрусалимом, про який говориться в Біблії, і місто поринуло в очікування кінця світу. Ротманн вирішив, що все майно має перейти у спільну власність. Перед дорослими жителями стояв вибір: охреститися чи покинути місто. Проводились масові хрещення; дехто хрестився лише для того, щоб не залишати свого дому і маєтків.
Інші громади охопив жах, адже Мюнстер став першим містом, в якому найпотужнішою релігійною й політичною силою були анабаптисти. Згідно з книжкою «Хрестителі в Мюнстері», це стало причиною «ворожого ставлення до Мюнстера всієї Священної Римської імперії германської нації» («Die Täufer zu Münster»). Місцева високопоставлена особа, князь-єпископ граф Франц фон Вальдек, зібрав військо, щоб узяти Мюнстер в облогу. До складу війська ввійшли як лютерани, так і католики. Ці дві релігії, що до того часу стояли по різні боки Реформації і між якими невдовзі мала розпочатися запекла Тридцятилітня війна, спільними силами виступили проти анабаптистів.
Жителі Мюнстера не дуже переймалися тим, що місто опинилося в облозі; вони перебували під захистом міських мурів. У квітні 1534 року, коли, як очікувалось, мав відбутися другий прихід Христа, Матіс, впевнений у божественному захисті, виїхав з міста на білому коні. Однак Матісові прибічники побачили через міський мур, як воїни порубали Матіса на шматки, а його голову піднесли на довгому кілку.
Наступником Матіса був Іоанн Лейденський. Очоливши мюнстерських анабаптистів, він став їхнім царем Яном. Жінок у місті було набагато більше, ніж чоловіків, і з огляду на таку диспропорцію новий цар заохотив чоловіків брати собі стільки дружин, скільки вони вважатимуть за потрібне. Про крайнощі, притаманні царству анабаптистів у Мюнстері, свідчить той факт, що перелюб і розпуста каралися там смертю, а багатошлюбність не лише допускалась, але й вважалася бажаною. Сам цар Ян узяв собі 16 дружин. Коли одна з них, Елізабет Вандшерер, попросила в нього дозволу покинути місто, їй публічно відтяли голову.
У червні 1535 року, після 14 місяців облоги, місто врешті-решт було захоплене. Такого руйнування Мюнстер більше не бачив аж до Другої світової війни. Ротманну вдалося втекти, а цар Ян та ще двоє анабаптистських провідників потрапили в полон і, зазнавши тортур, були страчені. Їхні тіла помістили в клітки, які повісили на башті церкви св. Ламберта. Це мало «служити страшним попередженням для усіх потенційних порушників спокою», пояснює Зайферт. Отже, втручання в політичні справи привело до жахливих наслідків.
Інші громади анабаптистів зазнавали переслідувань по усій Європі впродовж кількох років. З плином часу їх очолив колишній священник Менно Сімонс, і згодом члени цієї групи стали відомі як меноніти або отримали інші назви.
Здебільшого анабаптисти були віруючими людьми, котрі намагалися дотримуватись біблійних принципів. Однак у Мюнстері прихильники радикальних поглядів підбурили анабаптистів відмовитися від своєї позиції і втягнутись у політику. Щойно це сталося, рух перетворився на революційну силу. А це принесло з собою катастрофічні наслідки як для руху анабаптистів, так і для середньовічного Мюнстера.
Люди, які відвідують центр міста, все ще бачать нагадування про жахливі події майже п'ятсотрічної давності — три залізні клітки, що звисають з церковної башти.

## Основні принципи вчення
Анабаптисти заперечують церковну ієрархію, оскільки в анабаптистів поставлено за ціль повернення до засад первісного християнства. До їх числа належать представники різних протестантських течій, яких об'єднували так звана ідея «церкви обранців», — і зреформовані релігійні постулати рівності й справедливості на суспільне життя.
Представники цієї течії також були переконані, що церква — це община братів, тому потрібно жити у братських комунах, де за членами церкви спостерігали старійшини. Також саме анабаптисти вперше у протестантизмі започаткували інститут учнівства, де пастори або лідери общин брали під своє духовне крило рядових членів церкви і протягом життя персонально навчали християнської віри. Потрібно зазначити, що надалі анабаптистський інститут учнівства членів церкви був запозичений неохристиянською «Церквою Христа», у якій пастори та духовні лідери стали вчителями для членів церкви. На думку анабаптистів, учнівство  – це шлях і наближення віруючого до розуміння сутності Ісуса Христа. На їхній погляд, Христос був великим учителем, який обрав 12 апостолів у якості своїх учнів. Тому будь-який член християнської громади є учнем Христа. Оскільки всі учні не можуть самостійно зрозуміти вчення Христа, є молодші вчителі — пастори і глави общин.
Анабаптизм заперечував насильне навернення у віру. Його адепти стверджували, що кожна людина самовільно повинна обирати ту християнську церкву, яку вважає істинною. Також анабаптисти одні із перших у протестантизмі почали говорити про релігійний пацифізм у християнстві. Вони також були противниками військової служби, хоча в деяких випадках для захисту своєї віри вдавалися до фізичної розправи, як було, наприклад, у Мюнстері.
Представники цієї течії підкреслювали пророцтва близького другого пришестя Христа (есхатологія) і встановлення його тисячолітнього царства (хіліазм).
Найголовнішою ідеєю анабаптистів було хрещення людини в дорослому віці. Проте хрещення дорослих не було лише питанням релігійної догматики, воно мало безпосередній зв'язок із владою над людьми. Якби людину хрестили вже в дорослому віці, вона мала б можливість прийняти власне рішення відповідно до своїх переконань. Тоді дехто не став би хреститися взагалі. Такі нехрещені особи принаймні деякою мірою залишалися б поза сферою впливу церкви. Отже, для деяких церков хрестити дорослих означало втратити свою владу.
Саме з цієї причини як католики, так і лютерани виступали проти хрещення дорослих. Після 1529 року принаймні в деяких місцевостях тим, хто хрестив дорослих або хто хрестився в дорослому віці, загрожувала смертна кара. За словами журналіста Томаса Зайферта, анабаптистів «жорстоко переслідували по всій Священній Римській імперії германської нації». Апогеєм переслідувань стали події, що відбулися в місті Мюнстері.

## Ідейні послідовники анабаптизму
Ідеї анабаптизму вилилися у три протестантські конфесії, такі як: меноніти, баптисти та аміші. Загалом анабаптизм став наріжним каменем всього євангельського протестантизму.
- Меноніти — протестанський рух, під проводом голландського священика Менно Симонса (1492—1559), який порвав із католицизмом і об'єднав навколо себе кілька груп місцевих анабаптистів. Доктрину нової конфесії Симонс виклав у «Засадах християнського вчення» (1539). До віросповідних засад меннонітства належать принципи спасіння особистою вірою, загального священства, покаяння. Вони не вірять і передвизначення і практикують свідоме хрещення «за вірою», обряди ламання хліба та обмивання ніг. Світська клятва або присяга вважається гріхом. Це нерідко призводило до заперечення державної служби, у тому числі військової. Свої громади менноніти розглядають як «общини святих», «відроджених обранців». З середини XVI століття через репресії ортодоксів-кальвіністів чимало меннонітів емігрувало з Голландії до Німеччини та Польщі. Там вони знаходили нових послідовників
- Баптисти — протестантський рух, ідеї якого були притаманні радикальним рухам епохи Реформації. Як самостійна течія він виник на базі пуританізму та конгреаціоналізму. У 1609 році в Амстердамі англійські емігранти-конгрегаціоналісти на чолі з Джоном Смітом створили першу баптистську громаду. За два роки, повернувшись до Англії, група послідовників опублікувала «Декларацію віри», де проголошувалися принципи віровчення перших, генеральних баптистів. Основним джерелом віровчення є Біблія, у проповіді переважають релігійно-моральні настанови. У повсякденному житті обов'язковимє взаємодопомога, утримання від алкоголю, тютюну, брутальної поведінки. Серед основних обрядів — «водяне хрещення», ломлення хліба, висвячення служителів, укладання шлюбу та поховання. Баптисти відзначають основні християнські свята, пов'язані з особою Ісуса Христа та відзначені в Біблії. Суто баптистське свято — День Жнив (розуміється не тільки як збирання плодів людської праці, а й прилучення до віри нових послідовників. Центром релігійного та громадського життя є церква-громада. Її членами вважаються «навернені до Христа» дорослі, що пройшли хрещення через занурення. Громада — «помісна церква» — є автономною і вирішенні внутрішніх питань та незалежною від світської влади. Основні рішення приймаються на демократичній основі; громаду очолюють обрані рада та пресвітер.
- Аміші — менонітська течія анабаптистичного походження. Християнська спільнота, засновником якої був — Якоб Амман, священик зі Швейцарії, що емігрував у Ельзас. Церковну доктрину амішів можна характеризувати як найконсервативніший варіант менонітства. Рух амішів-менонітів походить від релігійного братства, що виникло у XVI столітті, відомого як «швейцарські брати». Швейцарські брати були анабаптисти; їх також часто розглядають як частину радикальної Реформації. Поява швейцарських братів походить від Фелікса Манца (1498—1527)  і Конрада Гребеля (1498—1526), (нім. Schweizer Brüder, англ. Swiss Brethren), котрі відокремилися від реформата Ульріха Цвінглі (1484—1531). Історія Церкви амішів почалася з розламу в групі швейцарських і Ельзаських анабаптистів 1693 р. під проводом Якоба Аммана (1656—1730), прізвищем якого також називали самих Амішів або «менонітські Аміші».